# Laurent Bonnemant
Laurent Bonnemant (né à Arles le 11 février 1731, mort le 6 octobre 1802 dans la même ville) est le dernier vicaire de l'église Saint-Laurent et surtout le sauveteur d'importantes archives arlésiennes à l'époque de la Révolution. Il est le fils de Claude, contrôleur des Fermes du roi et d'Anne Dany, une arlésienne.
Lors de la Révolution, il quitte la ville d'Arles en juillet 1792 (après la prise d'Arles par les Marseillais) et se réfugie à Nice, puis à Turin et Bologne.
Il est notamment l'auteur de Conversation curieuse sur la Diane & sur la piramide d’Arles (évocation de la Vénus d'Arles), dans Recueil d’antiquités, après 1680, Médiathèque d’Arles, Ms 242.